# Distretto di Besiko
Il distretto di Besiko è un distretto di Panama nella comarca indigena di Ngäbe-Buglé con 23.532 abitanti al censimento 2010. Il capoluogo è Soloy.

## Geografia antropica

### Suddivisioni amministrative
Il distretto è suddiviso in otto comuni (corregimientos):
- Soloy
- Boca de Balsa
- Camarón Arriba
- Cerro Banco
- Cerro de Patena
- Emplanada de Chorcha
- Nämnoni
- Niba